# Radice di malacca
La radice di malacca è il nome merceologico di una fibra tessile naturale ricavata dalle radici di malacca, un arbusto della famiglia del bambù che viene raccolta nell'estremo oriente. 

## Utilizzo
Si tratta di un materiale resistente come durezza che non teme l'umidità, questo materiale naturale viene utilizzato principalmente per la fabbricazione di oggetti d'arredamento d'interno, (sedie, canestri, ...) in stile etnico o coloniale, costituiti da radici di malacca intrecciate. La sua insensibilità e resistenza all'acqua lo rende adatto anche per costruire oggetti da arredo esterni, da giardino o terrazza. È usato inoltre per bastoni da passeggio. 
La radice di colore marrone scuro assume col tempo sfumature che gli conferiscono il suo particolare aspetto tigrato.